# Виндсборн
Виндсборн — кратерное озеро в земле Рейнланд-Пфальц, Германия. Находится на территории заповедника и является третьим из четырёх кратером вулканической группы Мозенберг (высотой 517 м) между населёнными пунктами Беттенфельд и Мандершайд на юго-западе Айфеля. Все кратеры возникли в результате серии извержений 29 тыс. лет назад.
Виндсборн является одним из редких кратерных озёр севернее Альп. Оно имеет форму круга и окружено отвесной стеной высотой 20-30 м. Стены состоят из красно-бурого пепла и шлаковидной лавы, выброшенных первоначально вулканом. Глубина озера составляет ок. 1,70 м. В воде присутствует мало питательных веществ, так как у озера нет притоков и стоков. Растительность вокруг озера (вахта, сабельник болотный и пр.) находится под охраной. Ввиду малой глубины озера и неповторимости биотопа, рыбалка была запрещена.